# MeritaNordbanken
Merita-Nordbanken var en svensk-finsk finanskoncern dannet i 1998, som en fusion mellem svenske Nordbanken og finske Merita.
I 2000 indgik Merita-Nordbanken i en fusion med danske Unibank og norske Christiania Bank og Kreditkasse. Herefter vedtog koncernen et nyt navn, Nordea, der erstattede alle tidligere varemærker i de fire lande.